# Антоне (Мазовецьке воєводство)
Антоне (пол. Antonie) — село в Польщі, у гміні Ольшево-Борки Остроленцького повіту Мазовецького воєводства. Населення — 699 осіб (2011).
У 1975—1998 роках село належало до Остроленцького воєводства.

## Демографія
Демографічна структура станом на 31 березня 2011 року:
|          | Загалом | Допрацездатний вік | Працездатний вік | Постпрацездатний вік |
| -------- | ------- | ------------------ | ---------------- | -------------------- |
| Чоловіки | 350     | 112                | 222              | 16                   |
| Жінки    | 349     | 102                | 211              | 36                   |
| Разом    | 699     | 214                | 433              | 52                   |